# Мирзахани, Мариам
Мариа́м Мирзахани́ (англ. Maryam Mirzakhani, перс.    مریم میرزاخانی ‎; 12 мая 1977 года, Тегеран — 14 июля 2017 года, Стэнфорд) — иранский и американский математик, специализировавшаяся в геометрии Лобачевского, пространствах Тейхмюллера, эргодической теории, симплектической геометрии.
Профессор Стэнфордского университета, член Американского философского общества (2015), член Национальной академии наук США (2016), иностранный член Французской академии наук (2015).
В 2014 году удостоилась Филдсовской премии, став первой женщиной-лауреатом и первым лауреатом из Ирана.

## Биография
Среднее образование получила в школе Фарзанеган — одной из школ специально для девушек, входящих в структуру Национальной организации по развитию исключительных талантов в Иране. В 1994 и 1995 годах выигрывала золотые медали на международных математических олимпиадах. В 1999 году окончила Технологический университет имени Шарифа в Тегеране (бакалавр).
С 1999 года жила в США. В 2004 году получила докторскую степень в Гарвардском университете, блестяще защитив диссертацию под руководством Кёртиса Макмуллена. Преподавала в Принстонском университете. С 2008 года профессор математики в Стэнфордском университете.
В 2010 году на Международном математическом конгрессе была приглашённым докладчиком на тему «Топология, динамические системы и обыкновенные дифференциальные уравнения».
В 2014 году стала лауреатом Филдсовской премии за «выдающийся вклад в динамику и геометрию римановых поверхностей и теорию пространств их модулей».
Скончалась в июле 2017 года в Медицинском центре Стэнфордского университета от последствий рака груди, который был впервые диагностирован в 2013 году.
Муж — Ян Вондрак (чеш. Jan Vondrák), учёный в области информатики чешского происхождения, дочь — Анахита.
Награды:
- премия Блюменталя Американского математического общества (2009);
- премия Руфь Саттер (2013);
- премия Математического института Клэя (2014);
- филдсовская премия (2014).

## Основные труды
- Диссертация на степень PhD: Simple geodesics on hyperbolic surfaces and the volume of the moduli space of curves, Dept. of Mathematics Harvard University, 2004
- Simple geodesics and Weil-Petersson volumes of moduli spaces of bordered Riemann surfaces. Inventiones Mathematicae 167, 179—222 (2007) pdf
- Weil-Petersson volumes and intersection theory on the moduli space of curves. Journal of the American Mathematical Society 20, 1-23 (2007) pdf
- Growth of the number of simple closed geodesics on hyperbolic surfaces. Annals of Mathematics (2) 168-1, 97-125 (2008) pdf
- Growth of Weil-Petersson volumes and random hyperbolic surfaces of large genus. J. Differential Geom. 94 (2013), no. 2, 267—300 pdf
- Invariant and stationary measures for the SL(2,R) action on moduli space. (совместно с Алексом Эскиным) pdf